# Cổ sinh thái học
Cổ sinh thái học (tiếng Anh: paleoecology, cũng được đánh vần là palaeoecology) là khoa học nghiên cứu về sự tương tác giữa các sinh vật hoặc tương tác giữa các sinh vật và môi trường của chúng trong các khoảng thời gian địa chất. Là một ngành học, cổ sinh thái học tương tác, phụ thuộc và cung cấp thông tin cho nhiều lĩnh vực khác nhau bao gồm cổ sinh vật học, sinh thái học, khí hậu học và sinh học.

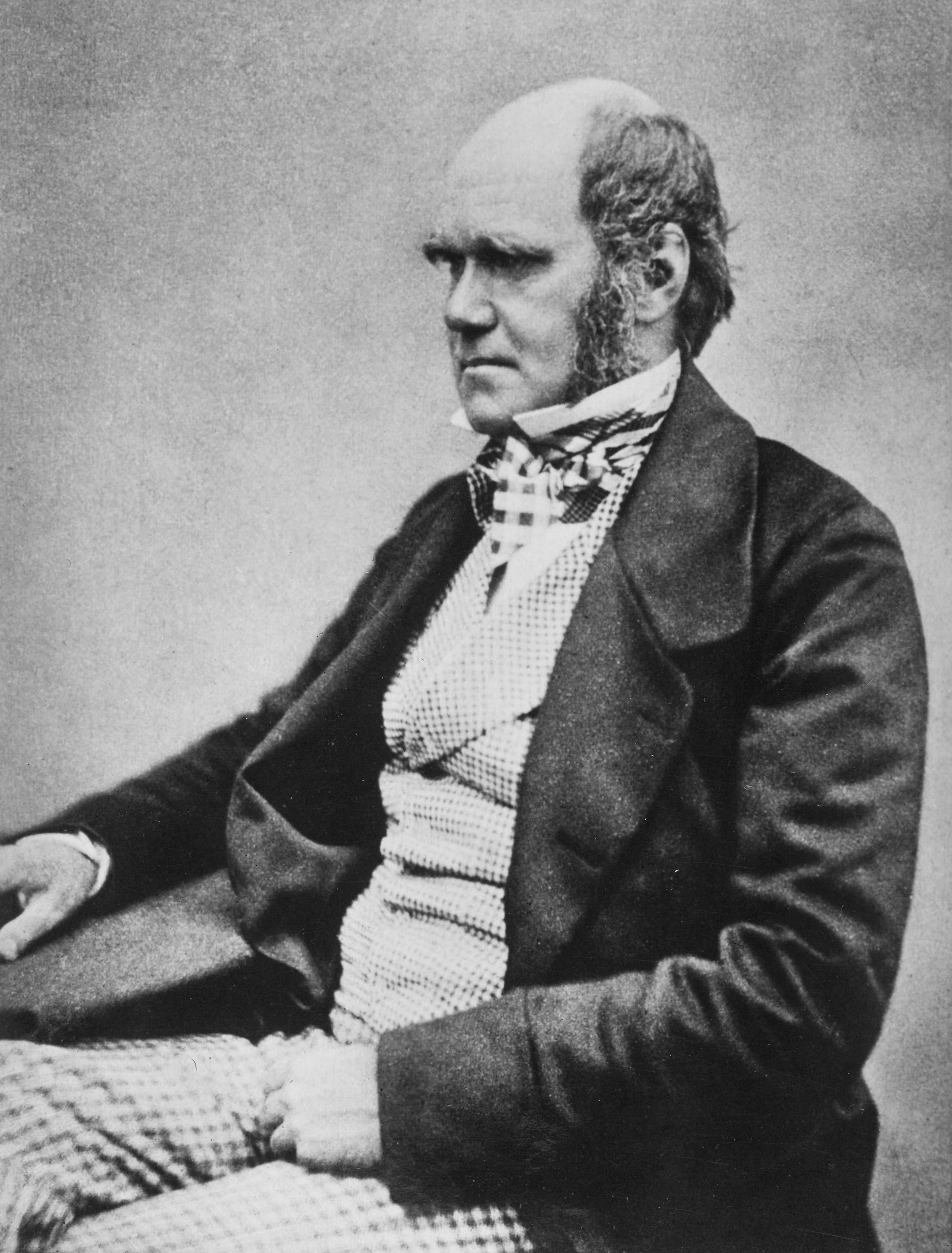
Charles Darwin, nhà sinh vật học người Anh có đóng góp to lớn cho cổ sinh thái học bằng "Thuyết Tiến hóa và Di truyền

Cổ sinh thái học xuất hiện từ lĩnh vực cổ sinh vật học vào những năm 1950, mặc dù các nhà cổ sinh vật học đã tiến hành các nghiên cứu cổ sinh thái học kể từ khi tạo ra cổ sinh vật học vào những năm 1700 và 1800. Kết hợp phương pháp điều tra tìm kiếm hóa thạch với phương pháp lý thuyết của Charles Darwin và Alexander von Humboldt, cổ sinh thái học bắt đầu khi các nhà cổ sinh vật học bắt đầu kiểm tra tất cả các sinh vật cổ đại mà họ phát hiện cùng với môi trường tái tạo nơi chúng sinh sống. Mô tả trực quan về các quần xã sinh vật sống ở biển và trên cạn trong quá khứ đã được coi là một hình thức cổ sinh thái học ban đầu. Thuật ngữ "cổ sinh thái học" được đặt ra bởi Frederic Clements vào năm 1916.

## Các nguyên tắc chính
Mặc dù các chức năng và mối quan hệ của các sinh vật hóa thạch có thể không được quan sát trực tiếp (như trong sinh thái học), các nhà khoa học có thể mô tả và phân tích cả cá thể và quần xã sinh vật theo thời gian. Để làm như vậy, các nhà cổ sinh vật học đưa ra các giả định sau:
- Tất cả các sinh vật đều thích nghi và bị giới hạn trong một môi trường cụ thể, và thường thích nghi với một lối sống cụ thể.
- Về cơ bản, tất cả các sinh vật đều phụ thuộc vào một sinh vật khác, dù trực tiếp hay gián tiếp.
- Hồ sơ hóa thạch hoặc vật lý vốn đã không đầy đủ - hồ sơ địa chất được chọn lọc và một số môi trường có nhiều khả năng được bảo tồn hơn những môi trường khác.
- Đồng nhất luận là khái niệm cho rằng các quá trình diễn ra trong quá khứ địa chất cũng giống như các quá trình được quan sát thấy ngày nay. Trong cổ sinh thái học, đồng nhất luận được sử dụng như một phương pháp luận: các nhà cổ sinh vật học đưa ra suy luận về các sinh vật và môi trường cổ đại dựa trên các phép loại suy mà họ tìm thấy ở hiện tại.

## Kỷ Đệ Tứ

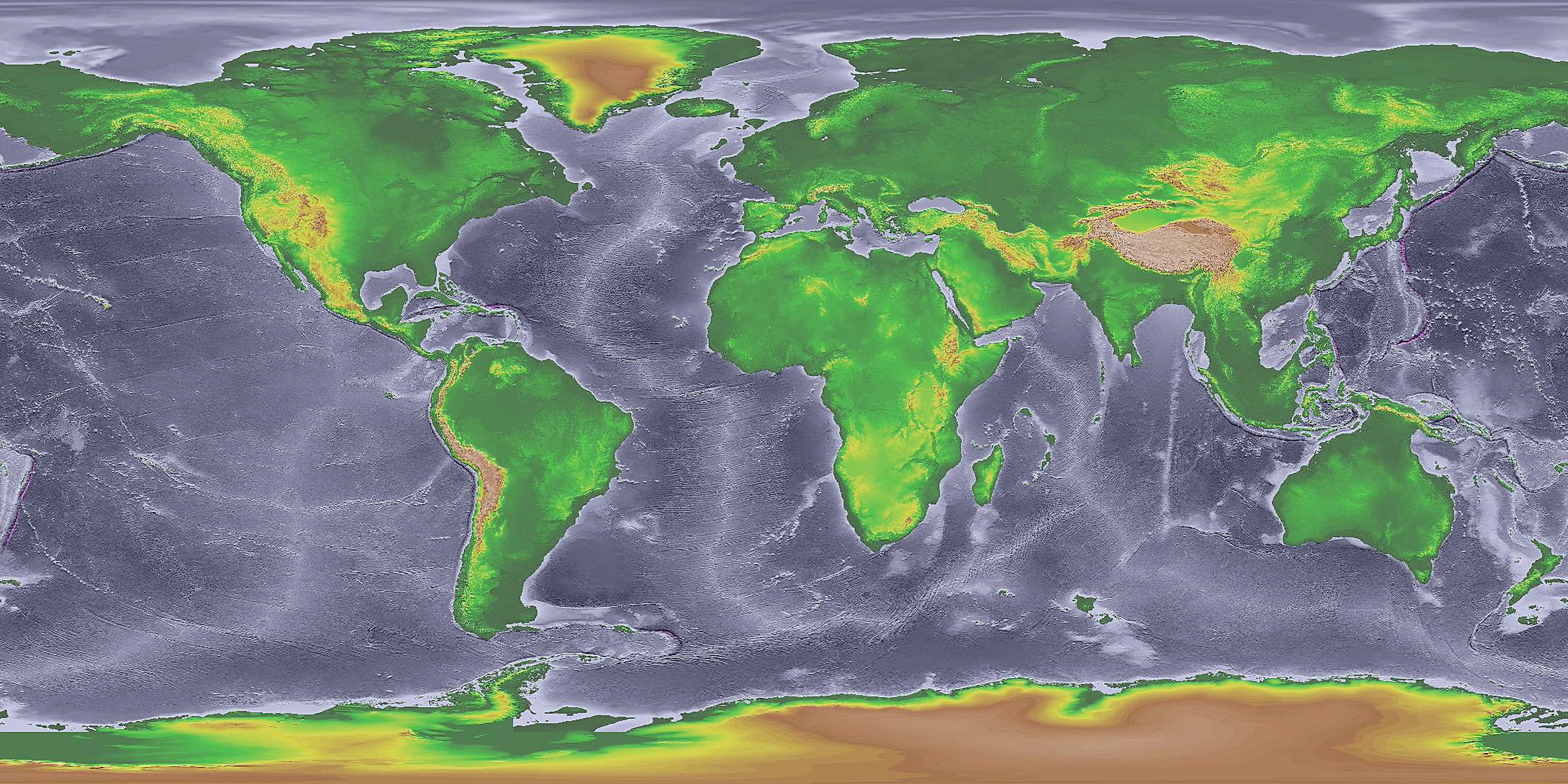

Do thời kỳ kỷ Đệ tứ được thể hiện rõ ràng trong các bản ghi có độ phân giải cao về mặt địa lý và thời gian cao, nên nhiều giả thuyết phát sinh từ các nghiên cứu sinh thái về môi trường hiện đại có thể được kiểm tra ở quy mô ngàn năm bằng cách sử dụng dữ liệu cổ sinh thái học. Ngoài ra, những nghiên cứu như vậy cung cấp các cơ sở lịch sử (trước khi công nghiệp hóa) về thành phần loài và chế độ xáo trộn để phục hồi hệ sinh thái hoặc cung cấp các kiến thức để hiểu động lực của sự thay đổi hệ sinh thái qua các thời kỳ thay đổi khí hậu lớn. Các nỗ lực nghiên cứu cổ sinh thái học được sử dụng để cung cấp thông tin cho bảo tồn, quản lý và phục hồi. Đặc biệt, cổ sinh thái tập trung vào lửa là một lĩnh vực nghiên cứu cung cấp thông tin cho các nhà quản lý đất đai đang tìm cách khôi phục các chế độ cháy của hệ sinh thái.